# Misez juste
Misez juste était un jeu télévisé québécois animé par Alain Léveillé est diffusé du 17 septembre 1994 au 10 juin 1995 à TQS. Il s'agissait d'une adaptation de l'émission The Price Is Right.